# 윤길현
윤길현(尹吉鉉, 1983년 9월 23일 ~ )은 전 KBO 리그 롯데 자이언츠의 투수이다.

## SK 와이번스시절
대구고등학교를 졸업하고 2002년 2차 1라운드로 지명돼 입단했으며, 데뷔 첫 경기에서 신인 선발 승을 거뒀다. 주로 중간 계투로 등판했다.

## 상무 야구단시절
2009 시즌 후 입대해 복무 중이었으나, 2010년 5월에 팔꿈치 부상으로 수술을 받았다. 결국 육군 모 사단으로 전출됐고 국군수도병원에 입원해 치료를 받는 등 제 컨디션을 찾지 못하고 제대하였다.

## SK 와이번스복귀
2011년에 복귀하였다.
2015 시즌 후 FA 자격을 얻었고 소속 팀과 우선 협상이 결렬돼 11월 29일 4년 총액 38억원(계약금 18억원, 연봉 5억원)에 롯데 자이언츠로 이적하였다.

## 롯데 자이언츠시절
2016년에 입단하였다. 필승조로 영입됐으나 상당히 부진한 모습을 많이 보였다.

## 논란
- 2008년 6월 15일 KIA 타이거즈와 SK 와이번스의 경기에서 2번째 투수로 등판한 그는 이전 2008년 6월 13일, 6월 14일 KIA 타이거즈와의 3연전에서 SK 와이번스 투수들이 KIA 타이거즈 타자들에게 수차례 빈볼 및 위협구를 던지는 등 감정이 악화된 상태에서 이 KIA 타이거즈의 당시 1루 주자 이재주가 무관심 도루를 하자 당시 타자인 최경환에게 빈볼을 던졌으며 이는 벤치 클리어링으로 이어졌다. 결국 최경환이 삼진으로 물러나자 그가 욕설을 하며 더그아웃으로 들어갔다. 이 상황이 방송을 타며 공중파 뉴스에도 보도되는 등 논란이 이어지자, 그는 결국 2군으로 강등됐다. 이후 SK 와이번스 구단의 공식 사과, 당시 감독이었던 김성근의 자진 1경기 결장, 그가 직접 KIA 타이거즈의 라커룸을 찾아가 최경환과 이종범에게 사과하며 해결됐다. 2011년에 최경환이 SK 와이번스의 타격코치로 부임하며 한 팀에서 활동하게 됐다.
- 2016년 롯데 자이언츠가 kt 위즈와의 원정 경기 중 수원 모 호텔에서 팀 동료 손승락과 함께 숙소에서 야식을 먹기 위해 족발을 시켰는데 다른 숙소의 삼겹살과 바뀌어 삼겹살을 시킨 롯데 자이언츠 팬에게 '바꾸고 싶으면 직접 족발을 가지고 와서 바꿔가라'라는 말을 했고, 바꾸러 온 팬에게 고맙다는 말은커녕 오히려 언성을 높였다. 이는 빠르게 SNS로 소문이 퍼졌고, 그와 손승락은 이에 싸늘한 시선을 받았으며 이 둘은 '족발 듀오'로 불리며 비난받았다.

## 별명
성격이 여성스러워 '길자', '족발 사건' 때문에 '족길현'이라고 불린다.

## 출신 학교
- 대구본리초등학교
- 대구중학교
- 대구고등학교

## 통산 기록
| 연도 | 팀명   | 평균자책점 | 경기 | 완투 | 완봉 | 승 | 패 | 세 | 홀  | 승률  | 타자 | 이닝  | 피안타 | 피홈런 | 볼넷 | 사구 | 탈삼진 | 실점 | 자책점 |
| ---- | ------ | ---------- | ---- | ---- | ---- | -- | -- | -- | --- | ----- | ---- | ----- | ------ | ------ | ---- | ---- | ------ | ---- | ------ |
| 2002 | SK     | 7.29       | 24   | 0    | 0    | 3  | 3  | 0  | 0   | 0.500 | 265  | 58    | 65     | 15     | 26   | 5    | 42     | 47   | 47     |
| 2003 | SK     | 2.06       | 24   | 0    | 0    | 0  | 1  | 1  | 0   | 0.000 | 160  | 39.1  | 33     | 3      | 14   | 1    | 24     | 9    | 9      |
| 2004 | SK     | 7.01       | 14   | 0    | 0    | 0  | 1  | 0  | 1   | 0.000 | 121  | 25.2  | 31     | 2      | 16   | 1    | 24     | 21   | 20     |
| 2005 | SK     | 3.69       | 45   | 0    | 0    | 5  | 2  | 1  | 5   | 0.714 | 257  | 61    | 51     | 7      | 25   | 5    | 61     | 27   | 25     |
| 2006 | SK     | 3.90       | 32   | 0    | 0    | 5  | 9  | 1  | 2   | 0.357 | 594  | 140.2 | 126    | 13     | 54   | 7    | 91     | 66   | 61     |
| 2007 | SK     | 2.88       | 71   | 0    | 0    | 8  | 3  | 0  | 18  | 0.727 | 311  | 75    | 62     | 4      | 34   | 2    | 46     | 25   | 24     |
| 2008 | SK     | 2.90       | 55   | 0    | 0    | 1  | 0  | 2  | 14  | 1.000 | 205  | 49.2  | 37     | 1      | 23   | 2    | 49     | 17   | 16     |
| 2009 | SK     | 4.40       | 51   | 0    | 0    | 6  | 0  | 3  | 4   | 1.000 | 188  | 47    | 37     | 4      | 17   | 1    | 39     | 24   | 23     |
| 2012 | SK     | 10.80      | 5    | 0    | 0    | 0  | 0  | 0  | 0   | -     | 18   | 3.1   | 6      | 1      | 3    | 0    | 1      | 4    | 4      |
| 2013 | SK     | 3.32       | 45   | 0    | 0    | 3  | 1  | 0  | 8   | 0.750 | 178  | 43.1  | 35     | 5      | 21   | 2    | 47     | 17   | 16     |
| 2014 | SK     | 3.90       | 59   | 0    | 0    | 3  | 3  | 7  | 9   | 0.500 | 247  | 57.2  | 49     | 7      | 28   | 1    | 63     | 27   | 25     |
| 2015 | SK     | 3.16       | 70   | 0    | 0    | 0  | 3  | 13 | 17  | 0.000 | 284  | 62.2  | 58     | 7      | 36   | 2    | 62     | 25   | 22     |
| 2016 | 롯데   | 6.00       | 62   | 0    | 0    | 7  | 7  | 2  | 16  | 0.500 | 275  | 60    | 75     | 8      | 22   | 2    | 50     | 42   | 40     |
| 2017 | 롯데   | 6.41       | 40   | 0    | 0    | 1  | 4  | 0  | 13  | 0.200 | 182  | 39.1  | 46     | 3      | 16   | 5    | 43     | 29   | 28     |
| 2018 | 롯데   | 4.64       | 32   | 0    | 0    | 1  | 2  | 0  | 4   | 0.333 | 145  | 33    | 33     | 4      | 15   | 0    | 29     | 18   | 17     |
| 2019 | 롯데   | 10.80      | 6    | 0    | 0    | 1  | 1  | 0  | 0   | 0.500 | 39   | 5     | 17     | 2      | 4    | 2    | 5      | 14   | 6      |
| 통산 | 16시즌 | 4.31       | 635  | 0    | 0    | 44 | 41 | 30 | 111 | 0,518 | 3469 | 800.2 | 761    | 86     | 354  | 38   | 676    | 412  | 383    |